# Alessandra Mezquita
María Alessandra Mezquita Lapadula  nació en Ciudad de Panamá, Panamá el 11 de noviembre de 1983. Es una exmodelo, presentadora y gerente de televisión en el sector deportivo, actualmente es la Gerente de Programación de Tigo Sports Panamá. Fue la representante oficial de Panamá en el certamen número 55 de Miss Universo 2006, que se llevó a cabo en el Shrine Auditorium de Los Ángeles, Estados Unidos, el 23 de julio de 2006.

## Trayectoria

### Modelo y reina de belleza
Mezquita, que tiene 5′ 0″ (1,52 m) de estatura, compitió en el certamen nacional de belleza Señorita Panamá 2005, el 24 de septiembre de 2005 y obtuvo el título de Señorita Panamá Universo. Representó al estado de Panamá Centro.

### Televisión
Mezquita, quien se graduó con una licenciatura en Estudios de Medios de Comunicación de la Universidad Estatal de Florida, que incluyó una especialización en Gestión Deportiva en mayo de 2005, pasó a trabajar como reportera deportiva para RPC Panamá, donde cubrió eventos como la Copa Oro de CONCACAF 2011, FIFA Mundial Sub-20 Colombia 2011, Juegos Olímpicos de Londres 2012, Sorteo Final del Mundial Brasil 2014 y Eliminatorias Mundialistas de la Selección de Panamá. Trabajo en la Medcom desde el 2007 hasta el 2010 Reportera/Presentadora Deportes, desde el 2010 hasta el 2012 como Jefe de Programación de Cable Onda Sports, desde el 2012 hasta el 2014 como Gerente de Cable Onda Sports y en el 2014 fue Gerente de Producción de Deportes. En septiembre de 2014 fue anunciada como nueva integrante de la Producción Deportes en Red Albavisión trabajo hasta el junio de 2019. Desde diciembre de 2019 hasta el agosto del 2020 fue 
Directora de Comunicación de los XXIV Juegos Centroamericanos y del Caribe, en abril de 2021 fue anunciada como nueva Directora de Deportes de SERTV en donde trabajo hasta mayo de 2022. En junio de 2022 fue anunciada como nueva Gerente de Programación Tigo Sports Panamá.

## Créditos

### Televisión
| Año         | Rol                               | Canal             |
| ----------- | --------------------------------- | ----------------- |
| 2007 - 2010 | Presentadora de Deportes          | RPC TV            |
| 2010 - 2012 | Jefe de Programación              | Cable Onda Sports |
| 2012 - 2014 | Gerente                           | Cable Onda Sports |
| 2014        | Gerente de Producción de Deportes | Medcom            |
| 2014 - 2019 | Producción Deportes               | Albavisión        |
| 2021 - 2022 | Directora de Deportes             | SERTV             |
| 2022 - Atc. | Gerente de Programación           | Tigo Sports       |

## enlaces externos
- (enlace roto disponible en Internet Archive; véase el historial, la primera versión y la última). Web oficial de Alessandra Mezquita

- Datos: Q6781907